# Rafael Albrecht
José Rafael Albrecht (* 23. August 1941 in San Miguel de Tucumán; † 3. Mai 2021 in Buenos Aires) war ein argentinischer Fußballspieler, der mit der Nationalmannschaft seines Heimatlandes an den Fußball-Weltmeisterschaften 1962 und 1966 teilnahm. Mit CA San Lorenzo de Almagro wurde er 1968 Meister. Mit dem Club León gewann er 1971 und 1972 den Pokal von Mexiko.

## Karriere

### Vereinskarriere
Rafael Albrecht begann seine fußballerische Laufbahn im Jahre 1960 bei Estudiantes de La Plata. Er spielte zwei Jahre lang beim Anfang der Sechzigerjahre wenig erfolgreichen Provinzverein, bevor er nach siebzig Spielen ohne Tor für den späteren viermaligen Sieger der Copa Libertadores zu CA San Lorenzo de Almagro in Argentiniens Hauptstadt Buenos Aires wechselte. Bei San Lorenzo verbrachte er die längste Zeit seiner Laufbahn und absolvierte 229 Spiele im Ligabetrieb für den Verein aus dem Viertel Almagro. Mit CA San Lorenzo de Almagro, wo er unter anderem mit anderen argentinischen Fußballgrößen der damaligen Zeit wie etwa Roberto Telch, Rubén Ayala oder Rodolfo Fischer zusammen spielte, gewann Albrecht im Jahre 1968 ungeschlagen die argentinische Fußballmeisterschaft, nachdem im Campeonato Metropolitano Estudiantes de La Plata im Endspiel mit 2:1 bezwungen wurde. Er verließ San Lorenzo zwei Jahre darauf nach 229 Spielen und 56 Toren, einer für einen Abwehrspieler beachtlichen Quote, den Verein und schloss sich dem Club León aus Mexiko an. Mit dem Verein aus León gewann er in den Jahren 1971 und 1972 zweimal die Copa Mexiko sowie 1971 den mexikanischen Supercup. Er spielte insgesamt 293 Spiele im mexikanischen Ligabetrieb für den Verein, für den er bis 1974 aktiv war. Er ließ  1975 seine Karriere bei Atlas Guadalajara ausklingen.
Während seiner gesamten Karriere machte José Albrecht 506 Ligaspiele in Argentinien und Mexiko und erzielte 95 Tore, was ihm zum Zeitpunkt der Veröffentlichung den 7. Platz in der Liste der torgefährlichsten Abwehrspieler, geführt von der International Federation of Football History & Statistics, einbrachte. Viele seiner Tore erzielte er per Strafstoß, die er anfangs ohne, später mit zwei Schritten Anlauf ausführte. Bei San Lorenzo verwandelte er 35 von 37 Elfmetern.

### Nationalmannschaft
Rafael Albrecht wurde zwischen 1961 und 1969 39 Mal in der argentinischen Fußballnationalmannschaft eingesetzt. Ihm gelangen dabei drei Tore. Von Nationaltrainer Juan Carlos Lorenzo wurde er ins Aufgebot der Argentinier für die Fußball-Weltmeisterschaft 1962 in Chile berufen. Allerdings wurde er bei der Endrunde nicht eingesetzt, während die argentinische Mannschaft bereits nach der Vorrunde scheiterte. Vier Jahre darauf stand er erneut im Kader für eine Fußball-Weltmeisterschaft und diesmal war Rafael Albrecht auch Stammspieler. Er wurde von Lorenzo in den ersten beiden Gruppenspielen gegen Spanien (2:1) und Deutschland (0:0) eingesetzt. Das dritte Vorrundenspiel gegen die Schweiz verpasste er nur aufgrund eines in der Partie gegen Deutschland erhaltenen Platzverweises. Nach Ablauf der Sperre war er für das Viertelfinale gegen Gastgeber England wieder spielberechtigt und machte, bedingt durch das Ausscheiden seiner Mannschaft nach dem 0:1, sein letztes WM-Spiel am 23. Juli 1966 im Villa Park von Birmingham. Eine dritte Weltmeisterschaftsteilnahme erreichte Albrecht nicht mehr, da Argentinien sich nicht für das Weltturnier in Mexiko 1970 qualifizieren konnte. Außerdem beendete er seine Nationalmannschaftslaufbahn bereits 1969.

## Erfolge
- Argentinische Meisterschaft:

Metropolitano 1968 mit CA San Lorenzo
- Copa México: 1971, 1972 mit Club León